# Frank Gerrish
Frank Gerrish est un acteur et producteur de cinéma américain né le 14 mars 1963 à Cranston, Rhode Island (États-Unis).

## Filmographie partielle

### Comme acteur

#### Au cinéma
- 1989 : Nora's Christmas Gift (vidéo) : Deaf Man
- 1991 : Povest Nepo-Gashennoy Luny : Josef Stalin (Sundance Version)
- 1993 : The ButterCream Gang in Secret of Treasure Mountain (vidéo) : Mugfat / Romero
- 1993 : The Goodbye Bird : Joey Coscioppo
- 1993 : Rigoletto (vidéo) : Papanickolas
- 1993 : The Legend of Wolf Mountain : Deputy Bob
- 1993 : A Home of Our Own : Mr. Whitman
- 1993 : Teenage Bonnie and Klepto Clyde : Record store clerk
- 1996 : Le Ranch du coyote (Coyote Summer) : Cabbie
- 1996 : Décroche les étoiles (Unhook the Stars) : Shoe Salesman
- 1997 : Après la pluie... (Just in Time) : Big Frank
- 1997 : Commando en herbe (The Paper Brigade) (vidéo) : Driver
- 1997 : Address Unknown : Cliff Martin (Tara's Uncle)
- 1999 : The Runner : Fat Teller
- 1999 : Fortune Cookie : Jewelry Clerk
- 2000 : Petit pari entre amis (Net Worth) : Mr. Valado
- 2000 : Liés par le crime (Partners in Crime) (TV) : Buster Cummings
- 2000 : Primary Suspect : Desk Sergeant
- 2001 : Dumb Luck : Arnie (as Frank Garrish)
- 2001 : Brigham City : Ralph
- 2001 : Bug Off! : Cabbie
- 2002 : Someone Was Watching (vidéo) : Frank
- 2002 : Poolhall Junkies : Big Guy
- 2002 : Con Express (vidéo) : Bruno
- 2002 : Princess and the Pea
- 2002 : Le Secret de maman (I Saw Mommy Kissing Santa Claus) : Sidney
- 2003 : The Work and the Story : Manhattan Club Owner
- 2004 : Piggy Banks : Store Clerk
- 2004 : Baptists at Our Barbecue : Conroy Hatch
- 2005 : Mobsters and Mormons : Rocco
- 2005 : Alma and King Noah's Court (vidéo) : Butler
- 2010 : Waiting for Forever : le taxi
- 2021 : Mon frère, ma sœur  (Mio fratello, mia sorella) de Roberto Capucci (it) : Parcheggiatore (voix)

#### À la télévision
- 1989 : MMC (série TV) : Gus
- 1992 : The Secret of Lost Creek (série TV) : Leon
- 1993 : The Man with Three Wives (TV) : Mourner
- 1995 : Out of Annie's Past (TV) : Reporter #1
- 1995 : In the Shadow of Evil (TV) : Mgr Lucas
- 1995 : Un papa de rechange (Just Like Dad) (TV) : Crisco
- 1996 : Le Visage du mal (Face of Evil) (TV) : Detective Allen
- 1996 : Unforgivable (TV) : Dave
- 1997 : Not in This Town (TV) : Scott Gessel
- 1998 : L'Expérience fatale (en) (Host) (TV) : Coroner
- 1998 : Les Défis du destin (No Laughing Matter) (TV) : George Nevi
- 1999 : Le Suppléant 3: Que le meilleur gagne (The Substitute 3: Winner Takes All) (TV) : Ed Lincoln
- 1999 : Ne regarde pas sous le lit (Don't Look Under the Bed) (TV) : Driving Instructor
- 1999 : Meurtres très ordonnés (Absence of the Good) (TV) : Roger
- 2000 : FBI Family ("Cover Me: Based on the True Life of an FBI Family") (série TV) : Tony
- 2000 : The Darkling (TV) : Stutts
- 2003 : The Maldonado Miracle (TV) : Dr. Victor Castillo
- 2003 : Right on Track (TV) : Driving Tester
- 2004 : Pixel Perfect (TV) : Search engine driver
- 2004 : Halloweentown High (TV) : Pumpkinhead
- 2005 : Everything You Want (TV) : Customer
- 2013 : La Petite fille aux miracles (Doorway to Heaven) (TV) : Wally
- 2017 : Esprits criminels (Criminal Minds) (TV) : Pete Abadilla (saison 12, épisode 14)
- 2017 : Vegas Academy: Coup de poker pour la fac (The House) d'Andrew Jay Cohen : Butcher
- 2017 : Tim & Eric's Bedtime Stories : Monsieur Ortiz (saison 2, épisode 1)
- 2017 : The Mayor (TV) : Doug (saison 1, épisode 5)
- 2018 : Superstore (TV) : Client (saison 3, épisode 21)
- 2018 : Le Détenu (El Recluso) (TV) : Docteur Carreño (saison 1, 7 épisodes)
- 2018 : Grey's Anatomy (TV) : Jim Blomquist (saison 15, épisode 5)
- 2018 : Homecoming (TV) : Otto (saison 1, épisode 5 et 9)

### Comme producteur
- 2003 : The Work and the Story